# 우주전함 야마토
《우주전함 야마토》(일본어: 宇宙戦艦ヤマト)는 1974년 일본 요미우리 TV 방송에서 방영된 SF 애니메이션 시리즈이다. 후속작으로 《우주전함 야마토 2》, 《우주전함 야마토 3》이 있으며, 원작을 바탕으로 여러 편의 만화, 극장판 애니메이션, 소설이 만들어졌다. 해당 애니메이션의 설정으로 인해, 일본 군국주의를 미화했다는 비판을 받았다.

## 개요
전쟁으로서의 전투 묘사, 그 안에서 펼쳐지는 인간 드라마와 주인공의 성장과 SF적 장치등의 상세한 설정은, 방영당시(1970년대) 애니메이션 작품으로서는 참신한 시도였던 연속작품이다.
일본에서 처음 방영될 시에는 동시간대의 알프스소녀 하이디, 플란다스의 개 (후지 TV),원숭이군단(TBS 텔레비전)의 영향으로 시청률이 저조했다. 본래의 예정횟수도 단축되었다.
그러나 재방영하며 다시 주목되어, 극장판이 공개되는 즈음에는 사회현상이 될만큼 큰 붐이 있어났다. 만화영화는 아이들의 것이라는 개념을 깨고 중고등학생부터 청년층까지 스펙트럼을 넓힌 작품.
그후 은하철도999, 기동전사 건담, 초시공요새 마크로스, 신세기 에반겔리온에 지대한 영향을 준 선구자적 작품이다.
영화,음반,소설,만화,애니메이션 잡지,캐릭터상품등 애니메이션사업등에 큰 족적을 남겼다.
이 작품의 저작은 오피스아카데미사에 있고 소설이나 만화보다 애니메이션이 먼저 나왔다. 이 의미는 만화나 소설같은 원작이 존재하지 않는 작품이다.(상세한 부분은 지적재산권에 관한 사항을 참조)

## 스토리
2199년 지구는 외계인 가라미스제국의 침략을 받았다. 명왕성에 전진기지를 건설한 가미러스는 지구에 유성폭탄으로 무차별공격을 해온다. 바다는 증발되고 지구는 방사선으로 오염되어 생물들이 죽어간다. 인류는 지하도시를 건설하여, 지구방위군을 결성하여 저항을 계속하지만, 과학력의 차이를 넘지못하고 지하에도 방사선이 침투하여 인류멸망까지 1년정도 남아있게 된다.
그러는 와중에 외우주로부터 1쌍의 우주선이 화성에 불시착되고, 우주선에서 통신캡슐을 회수하는데, 캡슐안에는 지구로부터 14만 8천광년 떨어진 대마젤란 성운에 있는 이스칸달별에서 보내온 메시지가 있었다. 「방사선 제거 장치 코스모클리너D를 받으러 오라]는 메시지와 외우주항해에 필요한 파동엔진의 설계도가 헌납되어 있었다.
지구는 우주선을 만들기 시작했다. 250년전 2차 세계대전중 수물된 야마토에 파동엔진을 탑재하여 코스모클리너를 받아오기 위하여 우주전함 야마토를 완성시킨다. 아키타 쥬조(沖田十三)를 함장으로 하여 이스칸달별을 향하여 , 1년으로 한정된 인류의 희망을 안고 왕복 29만 6천광년의 여행을 떠난다.
가미라스 명왕성전진기지를 격파하고 태양계를 떠난 야마토는 우주기뢰나 가스생명체등의 가미라스의 매복장치나  원시성단등의 자연현상을 돌파하고 은하계 밖으로 나아간다. 한편 가미라스 총통 테스라는 장군 토멜에게 야마토 토벌의 임무를 내린다. 차원단층 전투에서 교전해본 토멜은 야마토를 강적으로 인식하고 야마토의 항로의 중간지점 바란별로 야마토를 유인하여 격파할 작전을 세우지만 반발하는 부하에 의해 기지만 잃어버리고 만다.
테스라의 배려로 마지막 기회를 받은 토멜은 야마토와 칠색성단에서의 결전을 치르게된다. 야마토는 워프항공기로부터 공습공격으로 고전하게 된다. 이 교전에서 결국 야마토가 승리하고 토멜은 자폭한다. 하지만 야마토측의 손실및 희생도 컸다.
야마토는 대마젤란 성운까지 도착하는데 대마젤란 성운에는 이스칸달뿐만 아니라 이중혹성인 가미라스별도 있었다. 가미라스의 유인작전으로 야마토는 절대절명에 빠지지만, 파동포로 해저화산을 공격하여 가미라스 별 지상에 대화산활동을 유발시켜 승리한다.
이스칸달에 도착하여 코스모클리너D를 받은 야마토는 지구로 다시 향하게 되고 , 지구에 근접해서는 가미라스의 테스라 총통의 공격을 받게 되지만 이겨내고, 서력 2200년 야마토는 지구에 귀환하여 지구를 구하게 된다.

## 제작진
- 기획,원안・프로듀서 - 니시자키 요시노부 西崎義展
- 감독,설정디자인 - 마츠모토 레이지 松本零士
- 구성 - 마스다 도시오 舛田利雄、니시자키 요시노부 西崎義展、야마모토 에이치 山本暎一
- 음악 - 미야가와 히로스 宮川泰
- SF설정 - 토요타 아리츠네 豊田有恒
- 설정제작 - 노자키 요시히로 野崎欣宏
- 메카닉 디자인 - 마츠모토 레이지 松本零士、스타지오 누오社
- 감수 - 야마모토 에이치 山本暎一、마스다 도시오 舛田利雄、토요타 아리츠네 豊田有恒
- 연출 - 이시구로 노보루 石黒昇
- 현상 - 도쿄현상소
- 캐릭터디자인 - 오카세코 노부히로 岡迫亘弘
- 원안 - 마사노부 코우조우 正延宏三、타이거 프로덕션,고카와 도모노리 湖川友謙, 야마자키 가즈오山崎和男 외
- 음악감독 - 다시로 아쯔미 田代敦巳
- 잡지연재 - 소학관 학습잡지,테레비랜드,모험왕,아사히 소노라마

## 제작 경위

### 기획의 시작
본작은 무시프로덕션상사와 즈이요엔터프라이즈에 적을 두고 있던 오피스아카데미의 프로듀서 니시자키 요시노부가 무시프로덕션의 야마모토 에이치에게 청해서 1973년 첫 기획이 만들어지게 되었다. 니시자키 요시노부는 전작2편의 만화영화 「바다의 왕자 트리톤」,「완사군」을 프로듀싱하는데 상업적으로 실패한다. 전작 2편의 실패후 새로운 기획을 하기 시작하는데,  니시자키는 로버트 A. 하인라인Robert Anson Heinlein의 므두셀라의 아이들에서 지구의 위기적 상황을 탈출하여 우주에 이주하여 땅을 찾는 이야기에 모티브를 받아 기획을 하게 된다. 토요타 아리츠네와 스타지오 누에의 멤버가 참가하게 된다. 티비 만화영화 초창기에 무시프로덕션 애니메이션 각본을 집필하고 있던 토요타는 이 당시 만화영화계와 떨어져 다른 분야에서 작업하고 있었지만 니시자키와 아먀모토 에이치의 요청에 의하여 참가하게 된다.
니시자키는 어린시절 운노주자 海野十三나 미나미 요우이치로 南洋一郎등의 SF모험작품에 영향을 받아 투명 비행기나 하늘을 나는 전함등을 상상하곤 했다.
당초의 기획안은 후지가와 가이스케와 토요타 아리츠네가 경합하는 형태로 만들어졌다.
후지가와의 기획안의 타이틀은 우주전함 코스모(가제)
한편 토요타의 타이틀은 아스트로로이드6. 서유기를 모티브로 하여  인류를 구하기 위하여 외계행성으로 방사능제거장치를 얻으러 가는 기본 스토리로 이때의 적은 컴퓨터로 설정되었다. 우주선은 소혹성에 엔진을 탑재하는 설정으로 우주선의 이름을 "암석우주선 이카루스"로 명명하였다. 승무원도 세계각국으로 모인 국가연합형식으로 구성되어, 캐릭터 이름과 성격등이 작성되었다.
도요타의 안건이 제출용기획서의 원안으로 채택되고 암석우주선의 내부에 전함이 내장된 아스토로이드 십 야마토로 아이디어가 변경되었다.
우주선의 디자인은 스타지오 누에의 마츠자키 겐이치가 맡았는데 전함 미카사 이미지에서 최종적으로 야마토가 채택되었다. 기획서에 전함을 그린 사람은 배경감독 츠키마 하찌로우였다.
당시에는 공해문제와 오일쇼크등 막대한 사회문제가 있었고 일본침몰,노스트라다무스의 대예언, 표류교실등 1970년대 전반에는 멸망과 공해를 테마로 한 작품이 붐이 일었다. 방사능 오염에 의한 지구 멸망과 부활의 내용에는 이런 사회적 분위기가 한 몫을 하였다.
그후 무시프로덕션 작가였던 이시쯔 아라시, 각본가 후지카와 카이스케 , 일러스트의 사토 가즈아키, 배경미술에는 츠키마 하찌로우가 참가하여 검토가 반복되어, 적을 외계인으로 설정하며 방사능으로 오염된 지구를 구하기 위하여 전함 야마토가 방사능제거장치를 구하기 위하여 이스칸달별로 가는 여정의 스토리 토대가 만들어졌다. 이 시점에서 워프항법과 파동포의 SF적 요소가 가미된다.
1973년 여름이 끝날쯤에 우주전함 야마토의 이름으로 쓰여진 기획서가 완성되었는데 총 45페이지에 이르는 기획서는 전 52화의 플롯으로 야마토함의 명령체계,야마토 본체의 스팩,이스칸달 도착까지의 일정,승무원의 제복,무기,외계인,외계별,외계 우주선등에 대한 설정 및 일러스트를 첨부시켰다.
1974년 4월경이 되어, 마츠모토 레이지가 디자인 스탭 역할로서 참가의뢰를 받아들였다. 설정제작의 노자키 요시히로의 추천에 의한 것이었다. 이것은 우주전함 야마토 제목으로 요미우리 테레비에서의 방영이 결정된 단계에서의 합류였다. 결과적으로 마츠모토 레이지는 주요 캐릭터와 여러 스토리까지 작품제작에 깊히 관여케 된다. 거기에 감독직에 내정된 야마모토 에이치가 다른 일로 의하여 1974년 6월말 감독직 및 스텝직을 그만두게 되어 마츠모토 레이지가 이시구로 노보루의 서포트를 받는 형태로 감독직을 수행하게 된다.
일설에는 마츠모토 레이지의 작품인 세크로이드에 감명받은 니시자키가 마츠모토 레이지에게 디자인 감수를 부탁했는데 , 감독직을 달라는 마츠모토 레이지의 요구에, 야마모토 에이치가 하차하게 되어 니시자키가 마츠모토 레이지의 요구를 받아들였다고 한다. 니시자키는 1978년 에세이에서 세크로이드에서 기계와 인간이 서로 잘 공존하고 있는 묘사에 공감을 받아, 또한 세크로이드의 여성 이미지가 자신의 이상형이라고 서술할 정도로 당시에는 좋은 관계였음을 알 수 있다.
마츠모토 레이지는 위의 1973년 기획서에 있는 캐릭터 설정 및 메카닉 설정을 새롭게 하여 1974년 5월 21일 기본스토리의 초고를 집필했다. 가미라스의 명칭을 사용한것도 이 초고이다.

### 방송 결정
니시자키는 1974년 8월 기획과 파일럿필름을 요미우리 TV 방송에 제출하고 닛폰 TV 방송망을 통한 일요일 오후 7시 방영이 결정된다. 기획당초에는 무시프로덕션에서 제작이 예정되어 있었지만, 무시프로덕션이 도산하여 오피스 아카데미로 제작사가 바뀐다.
또한 52화의 에피소드는 단축되어 방송결정단계에서는 39화로 단축된다.
알프스 소녀 하이디와 동시간대 시청시각이 겹쳐져 어린이를 타겟으로 하지 않고 루팡3세 같이 중학교 이상을 타켓으로 하게 된다.

### 제작 체계
니시자키를 프로듀서로 하고 감독은 마츠모토(그림 콘티, 미술, 설정디자인을 담당), 연출은 이시구로 노보루가 담당한다. 마츠모토의 캐릭터 원안을 기초로 하여 캐릭디자인에 오카세코 노부히로, SF설정은 도요타 아리츠네, 스텝의 대부분이 무시프로덕션 출신자였다.
연출자 이시구로 노보루는 마츠모토 레이지를 서포트하고 그림 콘티를 전체 체크하였다. 니시자키와 마트모토의 화면이미지를 반영하는 연출작업을 수행하고, 이시구로는 SF를 좋아하여 무중력 폭팔, 야마토의 독특한 폭팔 포룸을 만들어내고 여러 가지 자연현상 이팩트 애니메이션에도 수완을 발휘했다. 작화면에서는 무시프로덕션계,스타지오 메이츠와 타이거 프로덕션,도에이 동화를 주로 하여 작화 프로덕션을 이분화하였다.
또한 감독에 대해서는, 크레디트상의 마츠모토 레이지가 아니고 실질적으로는 제작총지휘였던 니시자키 요시노부가 그 역할을 하였다.  파칭코 제작업체 산쿄와 도호쿠신사와의 파칭코 소송(H18.12.27 도쿄지법 헤이세이16(ワ)13725 저작권 민사소송)에서 도쿄지방재판소는 각증거에 기초하여 "본 건 영화의 감독은 영화에 있는 표시에는 보조 참가인P1라고 되어있지만 그 제작에 대해서는 실질적인 감독업무는 P2가 했다"라고 재판소의 판단을 내렸다. 마츠모토 레이지 자신도 저작권인격권 재판 후 2004년 니시자키와 합의한 합의서에 자신은 총설정,미술,디자인 담당이며, 감독은 니시자키라고 확인하고 있다.

## 지적재산권에 관한 서술

### 원작
본 작품은 1990년대말이후 양도계약의 정당성 및 번안작품제작,저작권 표시등 저작권 및 지적재산권을 관한 트러블과 소송이 생겼다. 2009년에 공개된 우주전함 야마토 부활편 이후의 작품에 관하여, 모든 권리관계가 해결되어 문제가 생기지 않고 있다.
이런 소송은 캔디 캔디와 함께 만화, 만화영화에 관한 저작권 실례가 되어있다.
본작품의 저작 크레딧은 니시자키 요시노부 개인회사인 오피스 아카데미에 있다. 제 1작의 기획 원안으로서 니시자키 요시노부와 야마모토 에이치가 크레딧 되어있고 마츠모토 레이지는 원작자가 아니다.
하지만 마츠모토 레이지가 오래전부터 자신이 원작자임을 주장하고 있고 니시자키 요시노부가 파산하고 체포되어 본작시리즈의 저작권이 양도되어 1990년대이후 자신이 원작자임을 주장하고 나왔다
니시자키가 파산 및 체포되어 구속 수감중 나온 비디오영상물에는 오리지날 영상에는 존재하지 않는 「원작・총설정 마츠모토레이지」라는 표시가 영화 도입부에 추가되도록 마츠모토 레이지는 도호쿠신사에 작업한후, 마츠모토와 도호쿠신사간에 합의서를 작성한후 그에 기초하여 도호쿠신사가 반다이비주얼에 대해 강요하게 하였다. 하지만 니시자키 요시노부와 마츠모토 레이지와의 저작자권 소송 결과가 나오전의 상품으로서 마츠모토 레이지의 일방적인 주장에 의한 상품이므로 판결후 비디오영상물  발매원인 반다이비주얼은 그 표시가 있는 상품은 재발매하고 있지 않다.
후에 니시자키와 마츠모토의 저작자 인격권에 관한 소송의 1심판결에서 니시자키를 저작권자로서 인정하는 저작권자 판결이 나왔다. 니시자키 요시노부가 자기파산 후에 마츠모토 레이지는 도호쿠신사에 자신을 저작권자로서 올리도록 손을 섰으며 1991년 1월에는 마츠모토 레이지와 도호쿠신사간의 우호관계를 확인하는 합의서를 체결한다. 그 안에는 저작권자인 니시자키 요시노부를 공동으로 배제하는 것으로 저작자로서의 권리금액에 대한 지불 및 마츠모토 레이지가 신작을 제작하는 경우 전면적으로 협력한다는 것이 주지 내용이다. 하지만 니시자키와 마츠모토의 저작권 소송에서 니시자키 요시노부가 전면적으로 승소했음에도 불구하고 도호쿠신사는 마츠모토와의 합의서를 삭제하지 않았다.
마츠모토 레이지의 만화가 원작이라고 세간에 알려지기도 하였으나, 애니메이션 제작시기(1973년9월경)부터 1년후 (1974년 10월)에 애니메이션 방송과 병행하여 만화잡지에 연재된것으로서 만화판을 원작으로 보는것은 틀린것이다. 또한 저작권에 관한 소송으로 토쿄지법은 '시각화 된 원작은 존재하지 않는다.'라고 해석하고 만화원작의 존재와 마츠모토 레이지에 의한 원작자 주장을 부정하였다. 그 후 니시자키와 마츠모토의 합의에 대해서 , 두 사람의 권리 소재를 확인하였다. 합의서와 확인서에는 마츠모토 레이지가 「우주전함 야마토」 권리행사에 관하여 니시자키 요시노부 (현재는 권리를 승계한 니시자키 쇼지)의 동의없이는 허락행위를 하지못하며 니시자키 측의 동의없이는 마츠모토 레이지는 우주전함 야마토 시리즈의 신작을 만들지 못하도록 명기되어 있다.
그리고 니시자키측의 야마토 신작에 마츠모토의 이름이 크레디트 될경우에는 마츠모토가 주장하는 원작자가 아닌 설정 및 디자이너로서 크레딧을 올리도록 합의서를 통해 마츠모토 레이지가 자신이 확인하고 있다.
또한 본 시리즈의 번안작품인 SPACEBATTLE SHIP 야마토의 첫번째 리메이크 「작품 우주전함 야마토 2199」과 그 속편인 두번째 리메이크 작품 「우주전함 야마토 2202 사랑의 전사들」에서는 본 시리즈의 저작권자인 니시자키 요시노부가 원작자로서 스텝 크레디트되어 있다.  SPACEBATTLE SHIP 야마토에 대하여 니시자키는 제작회사로부터 영화화 교섭을 받아들여 허락하였으며, 2억엔의 원작료를 수령하였다. 그러나 니시자키는 '이건 야마토가 아니야'하고 시사를 거부하고 도쿄국제포럼 시사회에 초청받았음에도 참가하지 않았다.
극장판의 감독과 시리즈의 전작품에 관여한 마스다 도시오는 니시자키가 실질적인 원작자라는 견해를 갖고 있고, 마츠모토를 보좌한 이시구로 노보루, 기획단계부터 관여한 야마모토 에이치는 마츠모토 레이지의 원작설에 관하여 마츠모토에 의한 원작작품은 존재하지 않는다라고 주장하였다. 또한 작사가로서 1작부터 관여한 아쿠 유우는 산케이신문에 연재한 컬럼 '아쿠 유우가 쓰는 말' 코너를 통해 "마츠모토가 야마토의 저작권자라면 다른 스텝과 나도 원작자라고 할 수 있으며, 니시자키씨의 열의와 열정없이는 우주전함 야마토는 존재하지 않는다"라고 서술했다. 본작의 메카닉 디자이너로 참가한 스타지오 누오의 옛 스텝도 마츠모토 레이지를 원작자로 인식하는 경우는 없었으며, 각본의 후지가와 카이스케는 1화부터 3화까지는 마츠모토와 협의하에 작업하였지만, 4화이후부터는 디자인 작업으로 따라오는 각본의 합의없이 후지카와가 메인 각본을 썼다고 밝히고, 이 작품은 원작이 없다라는 입장을 보이고 있다. 그림 콘티에 참가한 토미노 요시유키는 그간의 경위부터 마츠모토 레이지와 야마모토 에이치를 나란히하여 그 위에 니시자키 요시노부가 모든 주도권을 갖고, 니시자키자 주도하는 니시자키의 작품이라고 증언하였다.

### 산교三共와 도호쿠신사東北新社의 소송
2004년 도호쿠신사는 파칭코 메카 산교,비스티사에 대해 파칭코 CR피버 대 야마토(슬로트기를 포함),PlayStation 2용 소프트 아니메이션 소프트 대은하 시리즈 대 야마토 레이호 등 도호쿠신사가 보유하는 우주전함 야마토의 저작권 침해 및 부정경쟁방지법 위반으로 손해배상을 청구하였다.
2006년 12월 27일 도쿄지방재판소는 우주전함 야마토의 도호쿠신사로의 포괄이전계약전의 영화저작권은 소외 니시자키 요시노부가 아닌 니시자키 요시노부의 회사 소외 오피스 아카데미 또는 웨스트 케프에 있으며, 니시자키 요시노부와 도호쿠신사와의 영화 저작권의 포괄이전계약을 무효로 한다고 판시하였다.
이것은 도호쿠신사에 대한 저작권 포괄이전계약을 수행한 시기의 저작자가 니시자키 요시노부에 있는 증거는 존재하지만, 1심에서 도호쿠신사로부터의 제출이 없기 때문이다.
니시자키 또는 웨스트 케프 코퍼레이션의 파산관리인이 업무을 선택시, 재산관리인으로부터 도호쿠신사의 양도대금이 합의이전 내용으로 부정되었기 때문이다.
- 도호쿠신사가 저작자확인요청 소송을 일으킨다.
- 저작권등의 사용자는 실제 저작권자가 불분명해졌기 때문에 사용료의 지불을 공탁하는 가능성, 법의 파산 종결, 폐쇄등기를 이유로 저작권자 부재로서 사용료의 반환을 청구한다.
- 도호쿠신사 이외의 제3자가 실제 저작권자가 된 경우에는 손해배상청구를 받는다.

위 3개의 가능성이 생겼다.
그 후 , 도호쿠 신사가 항소하여 그 항소심에서 도호쿠신사로부터 저작권의 포괄이전계약의 정당성을 증명하는 증거가 제출되었다. 상품화의 번안권도 니시자키로부터 양도되었음을 포함되었다.
그러나 편집 또는 신작(실사작품, 과거작품의 리메이크롸 작품)을 제작하는 권리 또는 과거작품의 번안권은 니시자키 요시노부가 보유한다.
2008년 12월 15일 도호쿠신사는 본건 피고들간의 일부가 도호쿠신사에 대해 2억 5천만엔을 지불하는 내용의 합이가 이루었졌다고 발표하였지만 상세한 내용은 공표되지 않았다.

### 현재의 권리상황
저작권 및 저작자 : 니시자키 요시노부 西崎義展 (본명 : 니시자키 히로후미  西崎弘文 , 2010년 11월 7일 사망)이 가진다.
구작 (1998년까지의 저작권양도 대상 영상 작품)의 영상저작권 (감수권을 제외한 상품화권을 포함)은 1998년에 니시자키 요시노부로부터 도호쿠신사에 양도되었다.
2010년에 니시자키 요시노부가 사망하여 장남인 니시자키 쇼지 西崎彰司가 속편 또는 신작 (실사작품, 과거작품의 리메이크화된 작품을 포함)을 제작하는 권리 및 구작품을 포함하는 우주전함 야마토 시리즈의 전작품 영상의 번안권,작품(타이틀을 포함)을 이용하는 것에 대해서 감수권을 포함한 모든 결정권을 가지게 되며, 이는 도호쿠신사도 합의하고 있다.
부활편이후의 신작작품의 상품화권에 대해서 도호쿠신사가 작품보다 상품화창구업무를 행할 경우 (작품의 경우 그때마다 협의하여 결정)가 있지만, 라이센스의 계약조건 (계약서의 내용에 포함되는 모든 조건)에 대해, 2차이용에 생기는 번안권,감수권을 포함한 모든 결정권을 니시자키 쇼지가 가진다.
역대 작품의 주제가,투입곡(일부 아티스트는 제외), BGM등의 음악원반권은 니시자키 요시노부로부터 니시자키 쇼지에게 생전에 양도되었다.

## 한국에서의 우주전함 야마토
- 1979년 「우주전함 거북선」- 오염제거기를 혹성 탈레스에서 가지고 와 지구를 구하는 국내 극장용 만화영화
- 1979년 「우주함대 지구호」- 우주전함 야마토와 스타워즈의 내용을 기초로 새롭게 스토리를 만든 국내 극장용 만화영화.
- 1983년 3월 28일 MBC문화방송에서 「우주전함 V호」타이틀로 방영시작하지만 정부의 방송시책에 의하여 동년 8월 26일 조기 종영
- 1984년 10월「우주전함 야마토2」가 MBC 「날으는 우주선」으로 에피소드 1,2가 공휴일 특선으로 방영, 후에 「우주전함 태극호」타이틀로 1985년 10월까지 MBC에서 일부 에피소드가 공휴일 특선으로 방영됨
- 국내에서는 은하철도999 및 천년여왕 등의 인기로 원작자가 마츠모토 레이지로 잘못 알려진 경우가 있음.
- 국내에서는 2차세계대전 일본측 전함인 야마토 (전함)를 소재로 하고, 칠성단 전투전 水盃(미즈사가즈끼-다시 못만날것을 아쉬워 마시는 술잔)를 말하는 함장 아키타의 말에 가미가제 특공을 떠올리게 하는등, 일본의 제국주의 시대 및 군국주의 사상을 내포하고 있다는 비판이 많음

## 같이 보기
- 마츠모토 레이지
- 우주전함 야마토 2
- 우주전함 야마토: 새로운 여행
- 우주전함 야마토 3
- 우주전함 야마토 (1977년 영화)
- 우주전함 야마토 (2010년 영화)
- 우주전함 야마토 2199
- 우주전함 야마토 2202: 사랑의 전사들
- 우주전함 야마토 2205: 새로운 여행